# Cornus unalaschkensis
Cornus unalaschkensis är en kornellväxtart som beskrevs av Carl Friedrich von Ledebour. Cornus unalaschkensis ingår i släktet korneller, och familjen kornellväxter. Inga underarter finns listade i Catalogue of Life.

## Bildgalleri

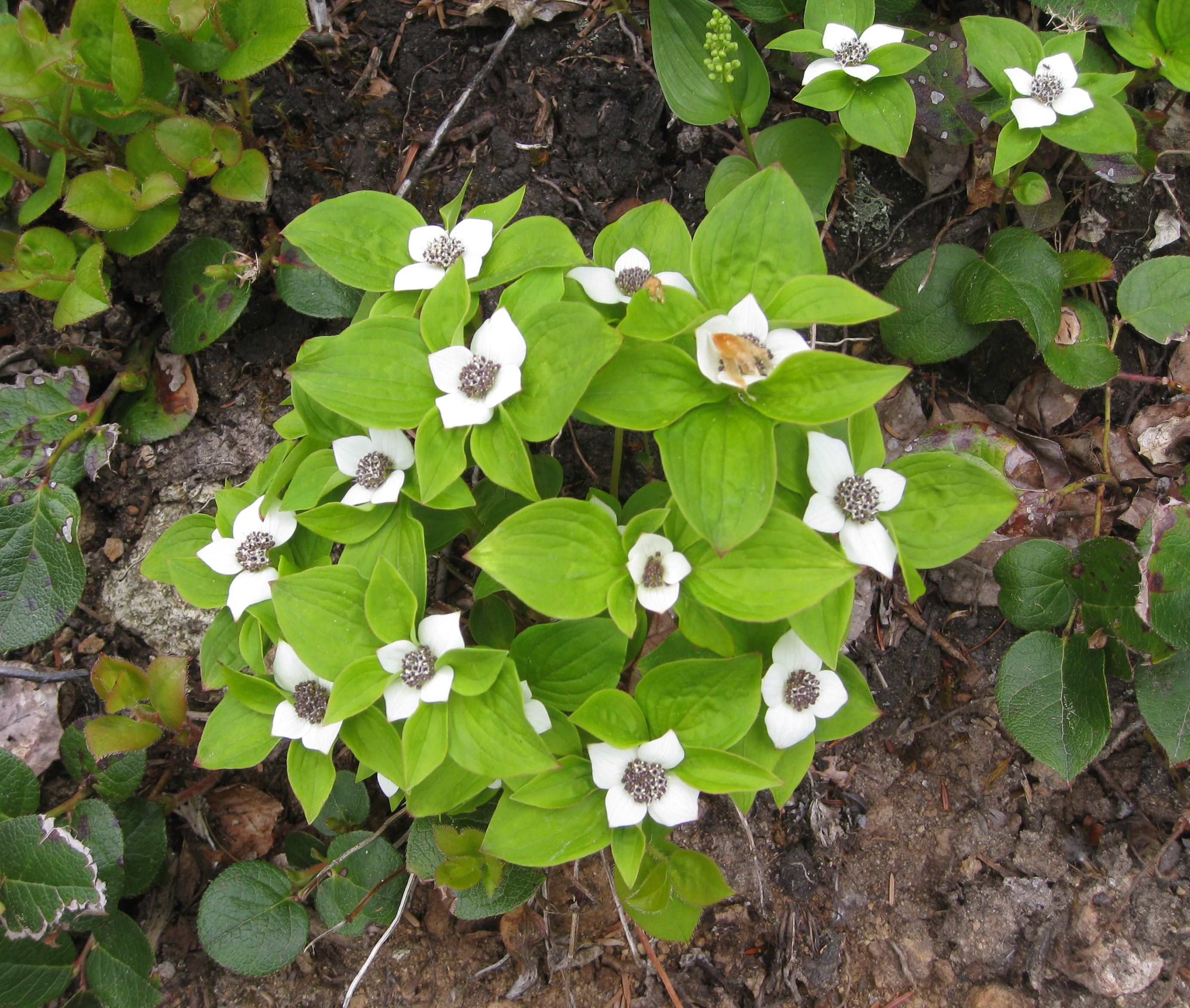
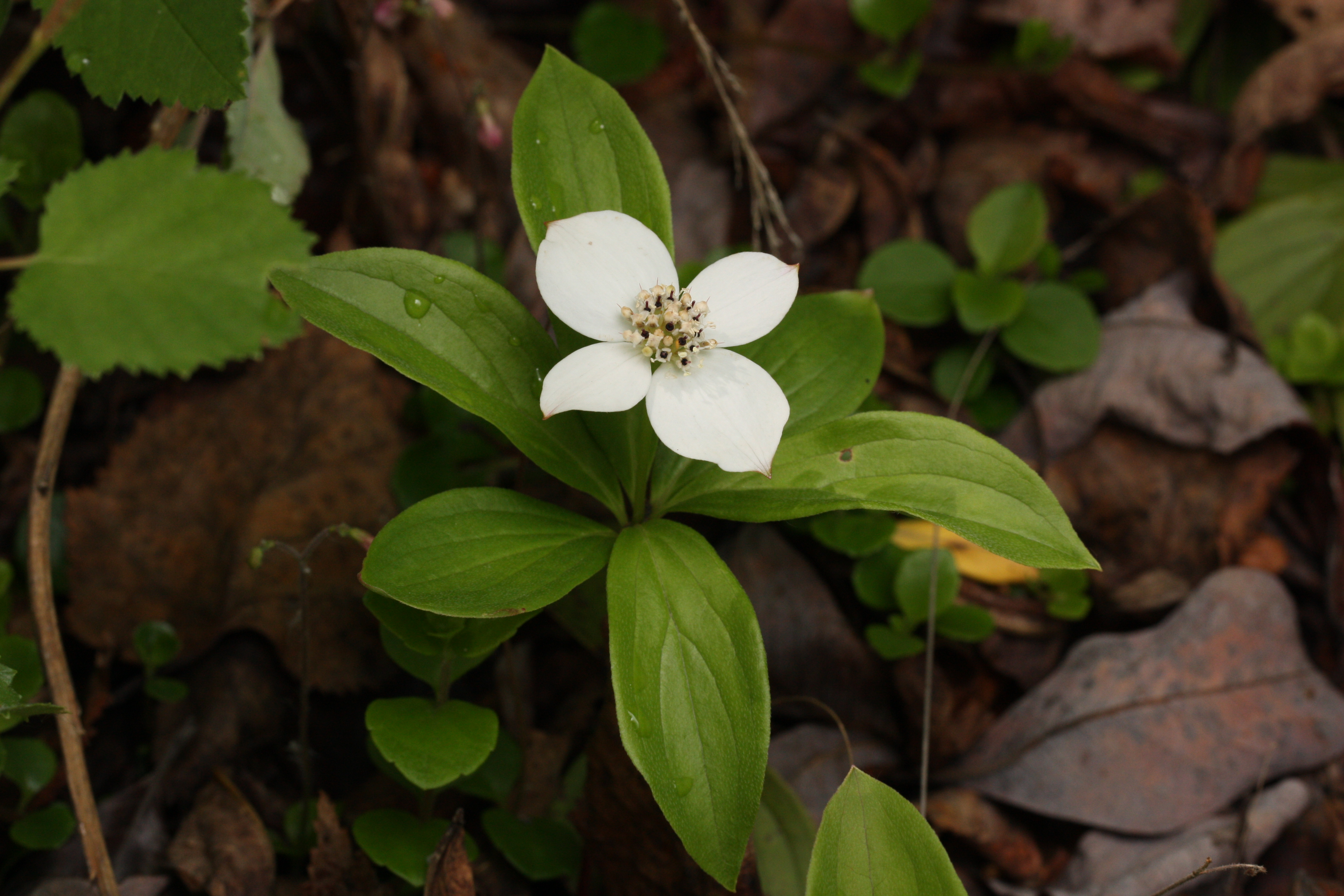
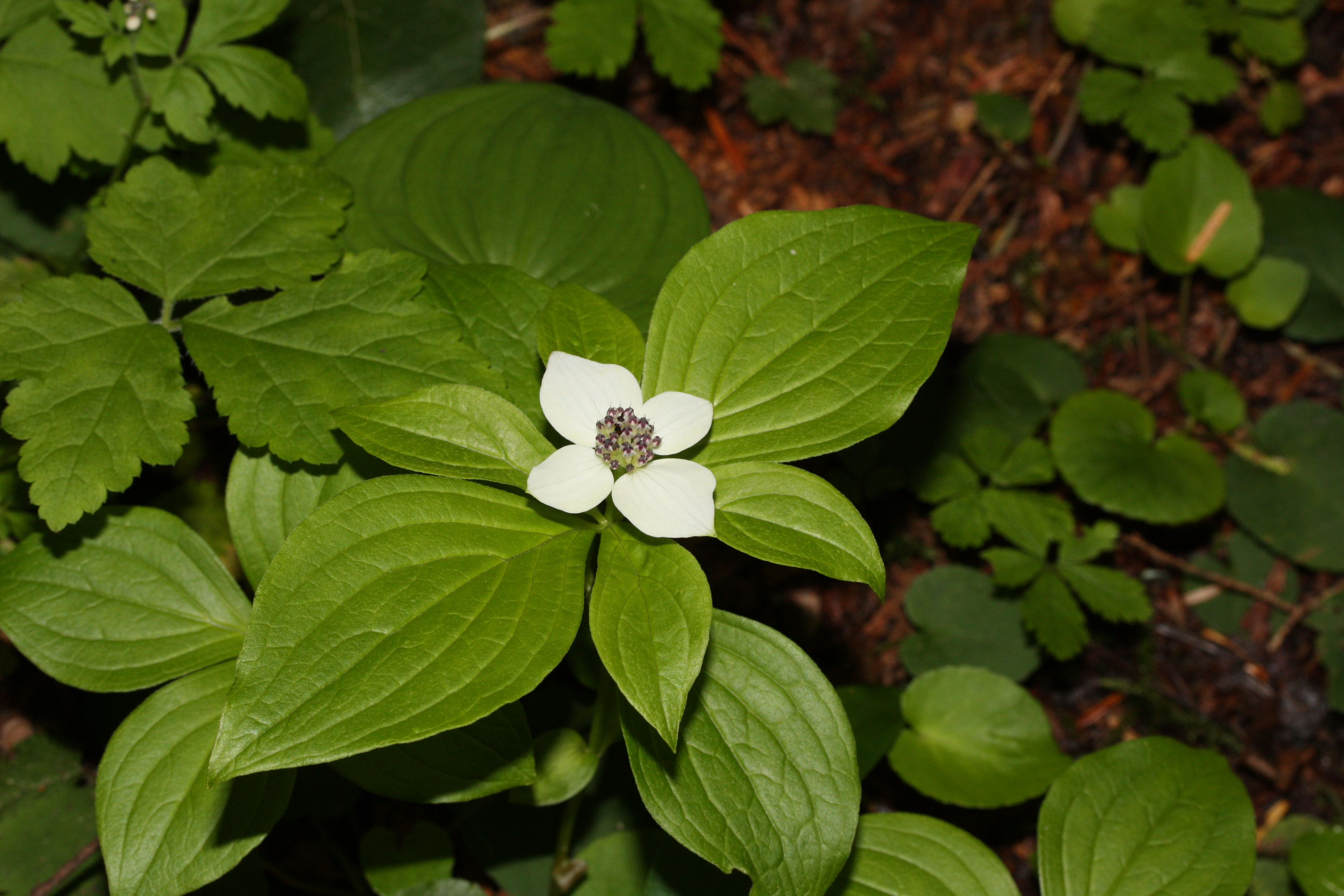
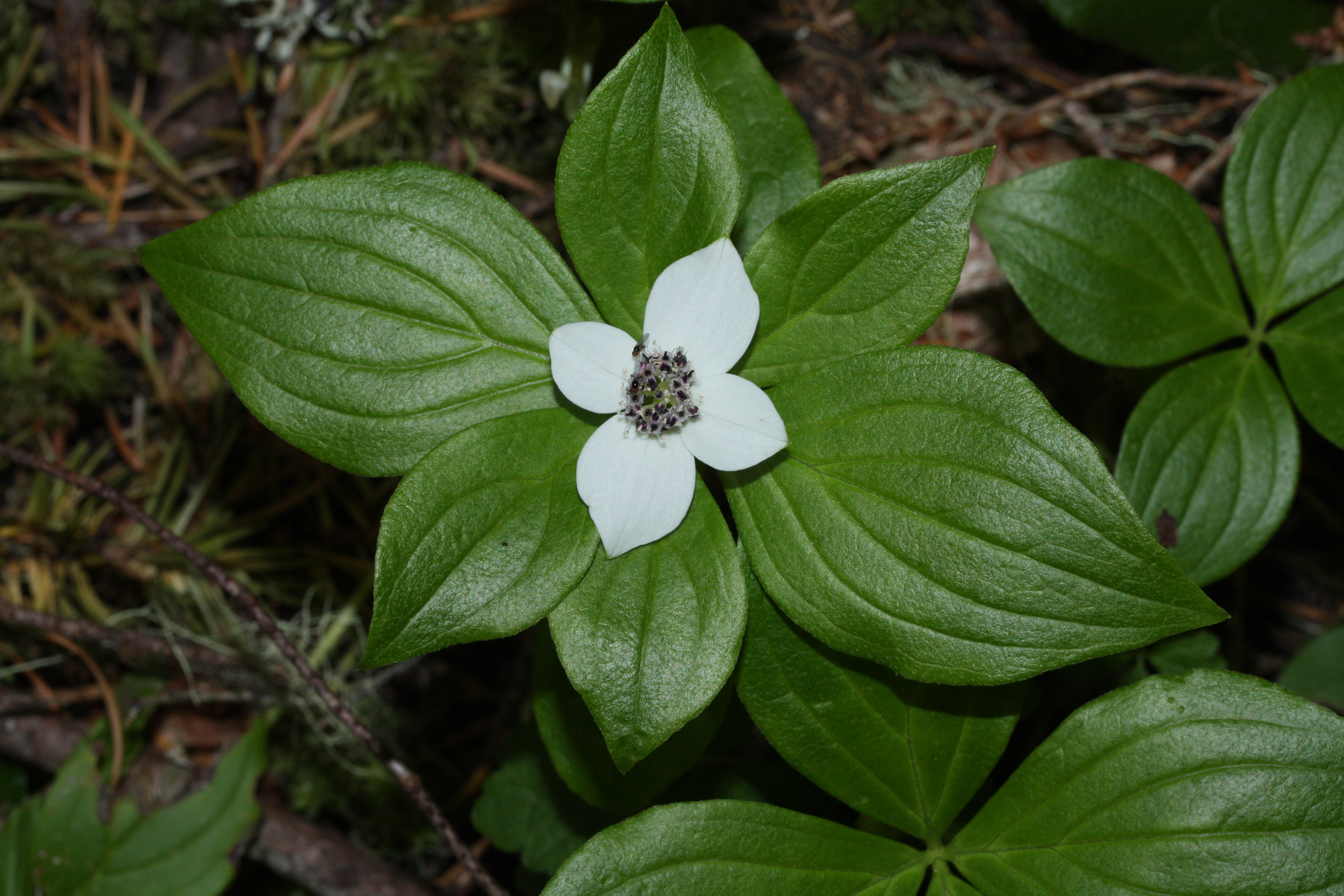
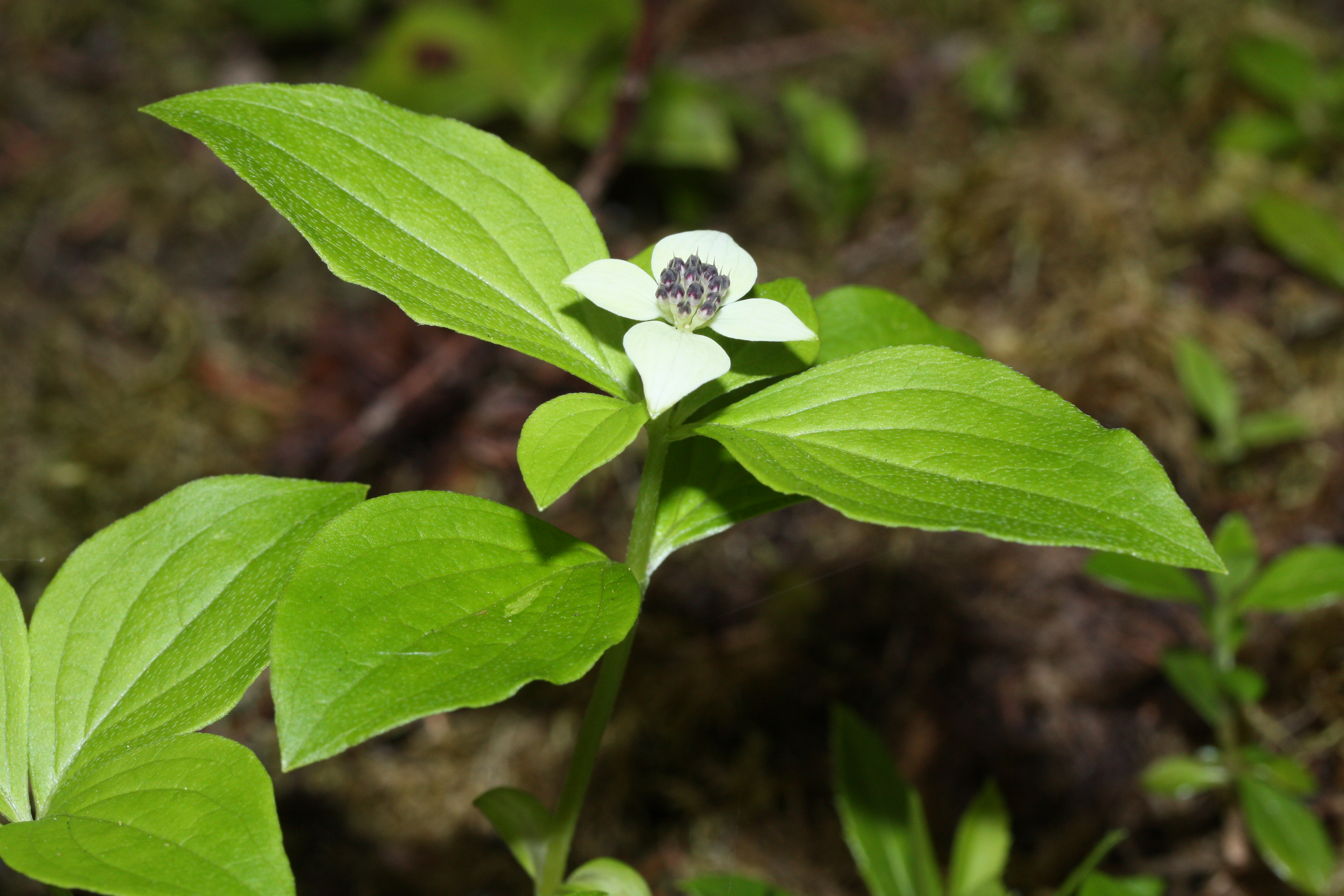
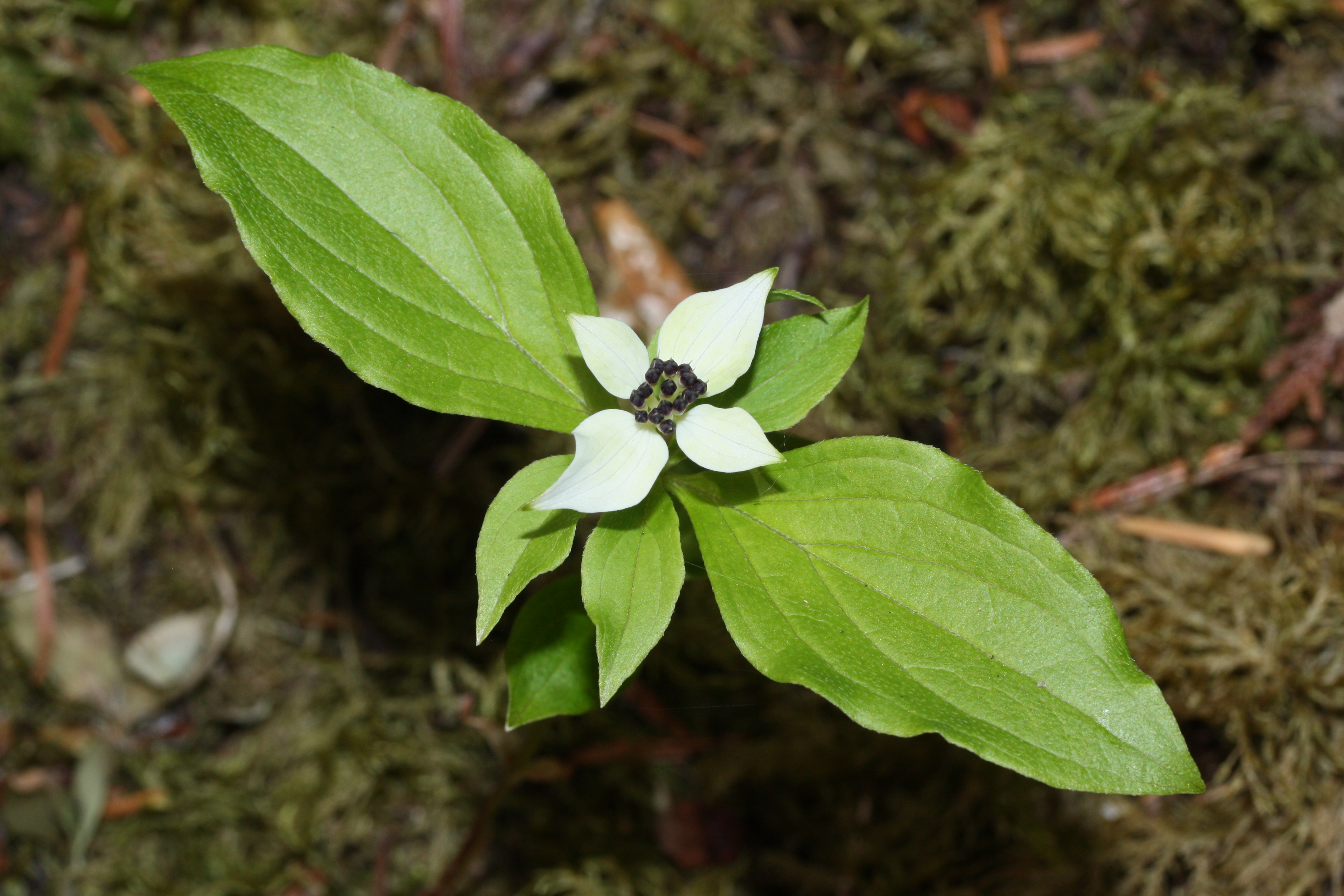